# Francesca Businarolo
Francesca Businarolo (Este, 11 juillet 1983) est une femme politique italienne.

## Biographie
En 2013, elle est élue député de la circonscription Vénétie 1 pour le Mouvement 5 étoiles.